# Bordtennis vid europeiska spelen 2015
Bordtennis vid europeiska spelen 2015 i Baku avgjordes mellan 13 juni - 19 juni i Baku Sports Hall. 128 idrottare, 64 herrar och 64 damer, tävlade i fyra stycken grenar.
Guldmedaljörerna i herrarnas och damernas singeltävling kvalificerade sig för Olympiska sommarspelen 2016.

## Medaljsummering
| Gren       | Guld                     | Silver                  | Brons          |
| Herrsingel | Dimitrij Ovtcharov (GER) | Vladimir Samsonov (BLR) | Lei Kou (UKR)  |
| Herrar lag | Portugal                 | Frankrike               | Österrike      |
| Damsingel  | Li Jiao (NED)            | Li Jie (NED)            | Melek Hu (TUR) |
| Damer lag  | Tyskland                 | Nederländerna           | Tjeckien       |